# Stora Harrie församling
Stora Harrie församling var en församling i Lunds stift och i Kävlinge kommun. Församlingen uppgick 2006 i Kävlinge församling.

## Administrativ historik
Församlingen har medeltida ursprung.
Församlingen var till och med 1994 moderförsamling i pastoratet Stora Harrie och Virke som från 1962 även omfattade Örtofta och Lilla Harrie församlingar och från 1962 till och med 1970 Remmarlövs församling. Från 1995 till och med 2005 var församlingen annexförsamling i pastoratet Kävlinge, Stora Harrie, Lilla Harrie, Virke och Södervidinge. Församlingen uppgick 2006 i Kävlinge församling.

## Kyrkor
- Stora Harrie kyrka